# Dariush Talai
Dariush Talai (Perzisch: داریوش طلایی) is een Iranese musicus en musicoloog geboren te Damavand.
Dariush Talai studeerde tar en Perzische muziek bij Nationale Conservatorium en Universiteit van Teheran.

## Discografie
- Radif van Mirza Abdollah
- Sayeh Roshan
- Vesaal
- Chahargah
- Shab-e Vasl
- Saaz-o Avaz
- Delgosha

## Boek
- A New Approach to the theory of Persian Music. Mahoor Institute of Culture and Art, Teheran, 1993